# Haunoldstein
Haunoldstein osztrák község Alsó-Ausztria St. Pölten-i járásában. 2024 januárjában 1256 lakosa volt. 

## Elhelyezkedése

Haunoldstein a Sankt Pölten-i járásban

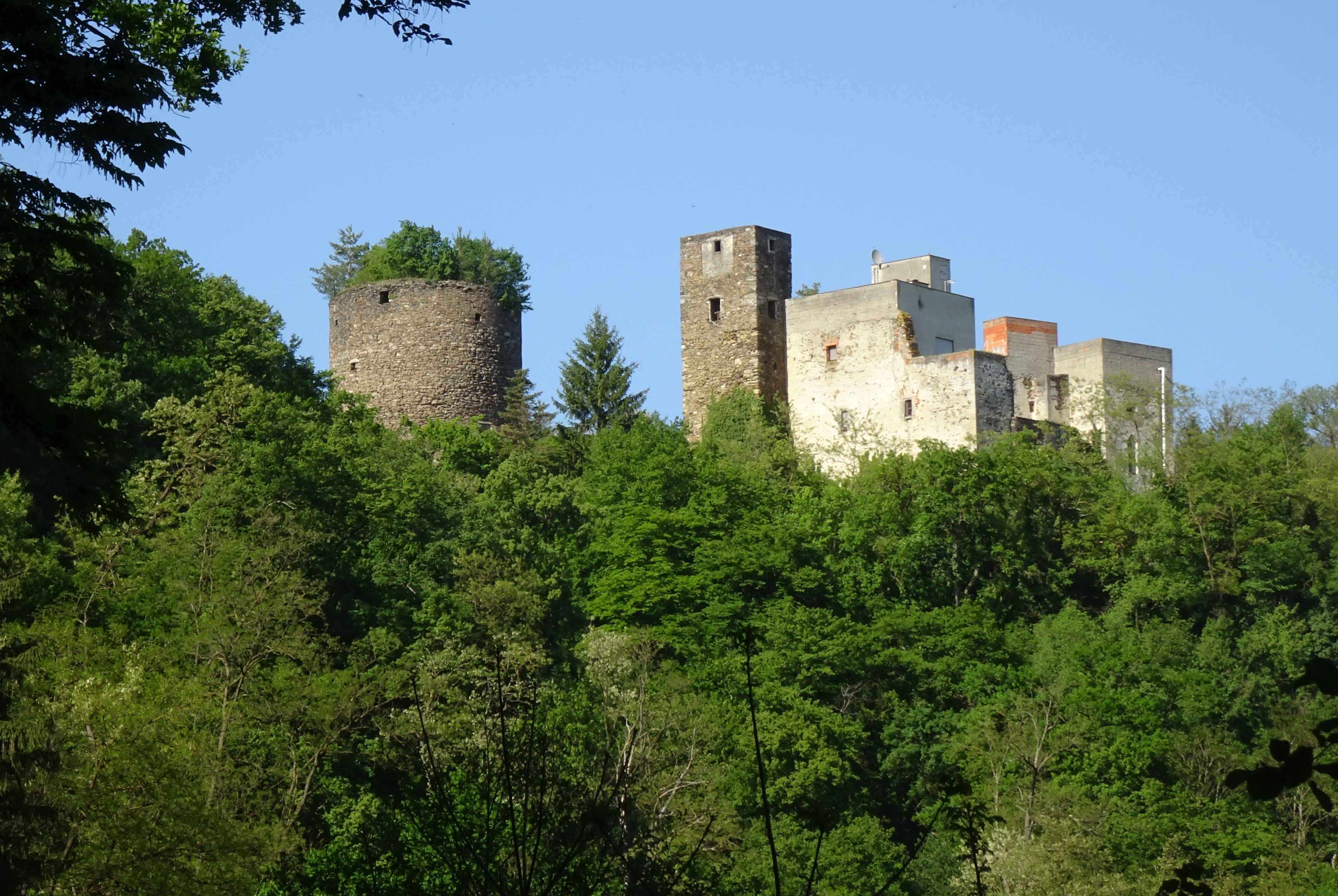
Osterburg romjai

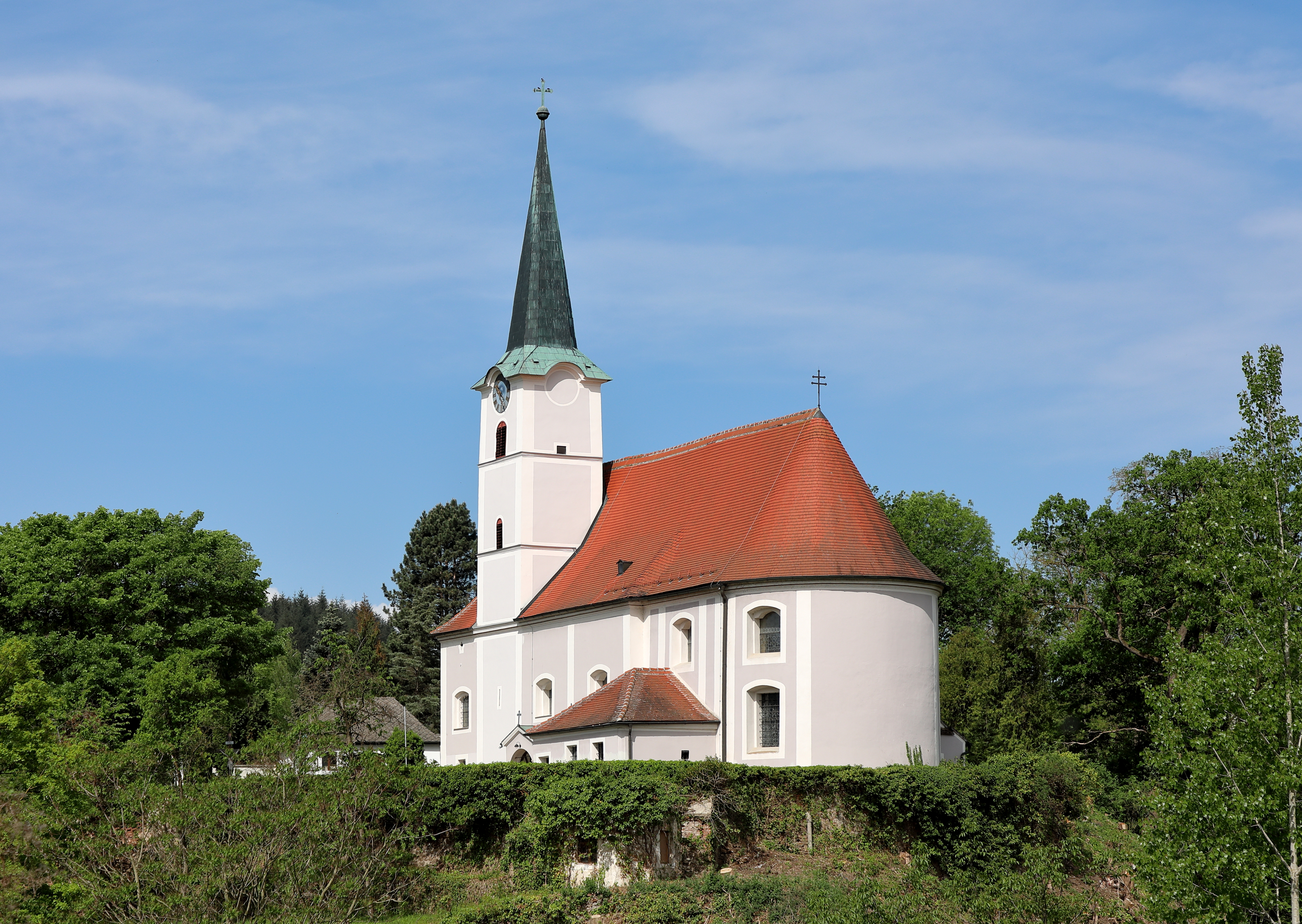
A Szt. Mihály-plébániatemplom

Haunoldstein a tartomány Mostviertel régiójában fekszik a Pielach folyó mentén. Legmagasabb pontja a Schoissenberg (390 m). Területének 18,8%-a erdő, 67,2% áll mezőgazdasági művelés alatt. Az önkormányzat 7 települést egyesít: Eibelsau (22 lakos 2024-ben), Eidletzberg (4), Groß Sierning (582), Haunoldstein (377), Osterburg (4), Pielachhäuser (197) és 
Pottschollach (70).
A környező önkormányzatok: északkeletre Hafnerbach, délkeletre Markersdorf-Haindorf, délnyugatra Hürm, nyugatra Loosdorf, északnyugatra Dunkelsteinerwald.

## Története
Haunoldsteint III. Sándor pápa 1161-es bullája említi először a St. Pölten-i kolostor birtokai között. Az apátságtól 1367-ben szerezte meg Osterburg várának ura. A vár a 12. század végén épült, először V. Friedrich von Peilsteiné volt, majd 1209 után a Häusler család csatlósai éltek itt. Néhány tulajdonosváltás után 1514-ben a Geyer családé lett, akik a reformáció idején is katolikusok maradtak, ezért 1650-ben bárói rangra emelkedtek. Adósságaik miatt el kellett adniuk a birtokot, amely 1668-ban a szomszédos Hohenegg várát is birtokló Montecuccoli grófoké lett. Az uradalom központja Hoheneggben maradt, Osterburgot pedig hagyták lepusztulni.     
Bécs 1529-es és 1683-as ostromai alatt a portyázó törökök kifosztották a falut. 1731-ben megépült a Haunoldsteint is építő postaút, viszont emiatt a falut az osztrák örökösödési háborúban és a napóleoni háborúkban is megszállták az úton vonuló franciák. 1837-ben 15 házat számláltak össze, amelyekben 16 család élt. Jószágállományuk 7 lóból, 12 ökörből, 40 tehénből, 100 juhból és 36 disznóból állt. Búzát, kukoricát, árpát és zabot termesztettek, szarvasmarhát tenyésztettek és árujukat St. Pöltenben adták el. 
A községi önkormányzat 1850-ben alakult meg. A falu villamosítására csak 1938-ban került sor. A második világháborúban a közeli markersdorfi katonai repülőtér miatt a szövetségesek többször is bombázták a községet. Haunoldstein 1983-ban kapta a címerét. 

## Lakosság
A haunoldsteini önkormányzat területén 2024 januárjában 1256 fő élt. Lakosságszáma 1961 óta gyarapodó tendenciát mutat. 2022-ben az ittlakók 91,3%-a volt osztrák állampolgár; a külföldiek közül 0,9% a régi (2004 előtti), 4,6% az új EU-tagállamokból érkezett. 1,2% a volt Jugoszlávia (Horvátország és Szlovénia kivételével) vagy Törökország; 2% egyéb ország polgára volt. 2001-ben a lakosok 88%-a római katolikusnak, 1,5% evangélikusnak, 0,4% ortodoxnak, 3,9% mohamedánnak, 5,6% pedig felekezeten kívülinek vallotta magát. Ugyanekkor a legnagyobb nemzetiségi csoportot a németek (94,8%) mellett a szerbek (1,9%) és a törökök (1,1%) alkották. 
A népesség változása:

| 2016 | 1 117 |
| 2018 | 1 160 |

## Látnivalók
- Osterburg várának romjai
- a Szt. Mihály-plébániatemplom

## Fordítás
- Ez a szócikk részben vagy egészben  a   Haunoldstein című német Wikipédia-szócikk ezen változatának fordításán alapul.  Az eredeti cikk szerkesztőit annak laptörténete sorolja fel. Ez a jelzés csupán a megfogalmazás eredetét és a szerzői jogokat jelzi, nem szolgál a cikkben szereplő információk forrásmegjelöléseként.